# Phyllobothrium dohrnii
Phyllobothrium dohrnii är en plattmaskart som först beskrevs av Oerley 1885.  Phyllobothrium dohrnii ingår i släktet Phyllobothrium och familjen Phyllobothriidae. Inga underarter finns listade i Catalogue of Life.